# Pakistan na Mistrzostwach Świata w Lekkoatletyce 2013
Pakistan na Mistrzostwach Świata w Lekkoatletyce 2013 – reprezentacja Pakistanu podczas czempionatu w Moskwie liczyła 1 zawodnika.

## Występy reprezentantów Pakistanu
| Konkurencja            | Zawodnik   | Eliminacje | Eliminacje | Półfinał | Półfinał | Finał    | Finał   |
| Konkurencja            | Zawodnik   | Rezultat   | Pozycja    | Rezultat | Pozycja  | Rezultat | Pozycja |
| ---------------------- | ---------- | ---------- | ---------- | -------- | -------- | -------- | ------- |
| Bieg na 200 m mężczyzn | Liaqat Ali | 21,90      | 48.        | NQ       | NQ       | NQ       | NQ      |